# KOSDAQ
KOSDAQ（コスダック、Korean Securities Dealers Automated Quotations）は韓国証券先物取引所（KRX）の新興株式市場である。
先端技術株中心であるナスダック（NASDAQ）市場にならって中小企業やベンチャー企業たちが市場で事業資金をより円滑に調逹できるようにするためにつくられた。

## 概要
中小企業やベンチャー企業にとって韓国証券取引所への上場の壁はとても高く、株式公開（IPO）の過程で脱落することが多いため、これら企業のための市場をもう一つ別につくることで証券市場で資金調逹することができる道を開いた。
1996年に韓国証券取引所とは別の市場として設立され、2005年韓国証券先物取引所（KRX）がスタートした後、統合され、KRXのコスダック部門に属した市場に変わった。

## 上場
過去にはコスダック市場を通じて取り引きされる企業らに対して協会登録法人という名称を使ったが2005年1月26日付で正式名称がコスタック上場法人に変更された。

### 要件
コスダックに上場するためには一定金額以上の自己資本が必要で、純利益達成等の一般的な要件が必要であり、審査委員会を通じて企業の市場性、収益性、財務状態等の質的な要件が検討された後上場の可否が決まる。

### 日本企業の上場
- 2008年9月 - 株式会社ティーズフューチャーが日本企業としては初めて上場[2]。

- 2009年4月 - 株式会社ネプロアイティが上場[3]。2011年11月上場廃止[4]。

- 2012年12月 - SBI AXES株式会社(現:SBI FinTech Solutions[5])が上場[6]。

- 2018年4月 - 株式会社JTCが上場[7]。

- 2019年5月 - SNK株式会社が上場[8]。2022年5月上場廃止[9]。

## 参考資料
1. ↑  머니투데이 (2005年1月25日). “등록법인 용어 없어진다.."이젠 코스닥 상장"” (朝鮮語). 머니투데이. 2025年2月27日閲覧。
2. ↑  “株式会社ティーズフューチャー 企業情報：沿革”. www.tao.ne.jp. 2025年2月27日閲覧。
3. ↑  当社連結子会社株式会社ネプロアイティの上場に伴う公募増資に関するお知らせプレスリリース
4. ↑  株式会社ネプロアイティ（持分法適用関連会社）株式の譲渡に関するお知らせ
5. ↑  “グループ内FinTech関連事業を集約する子会社再編の実施ならびに子会社の商号変更について(SBIホールディングス)｜ニュースリリース｜SBIホールディングス”. www.sbigroup.co.jp. 2025年2月27日閲覧。
6. ↑  “SBI AXESの韓国取引所KOSDAQ市場上場に関するお知らせ(SBIホールディングス)｜ニュースリリース｜SBIホールディングス”. www.sbigroup.co.jp. 2025年2月27日閲覧。
7. ↑  “韓国取引所KOSDAQ市場上場のお知らせ | 新着情報 | 株式会社JTC”. groupjtc.com. 2025年2月27日閲覧。
8. ↑  “SNKのIR情報ページです。”. 投資家の皆様へ。SNK IR情報 (2019年5月7日). 2025年2月27日閲覧。
9. ↑  当社株式の韓国取引所（KOSDAQ）上場廃止に関するお知らせ